# Избори за заступнике у Хрватски сабор 2000.
Избори за заступнике у Хрватски сабор 2000. четврти су парламентарни избори у Републици Хрватској и одржани су 3. јануара 2000. године. Често се називају и Трећејануарски избори (хр: Trećesiječanjski izbori) јер може се рећи да означавају крај првог десетогодишњег раздобља у историји независне Хрватске.
Изборе је победила опозициона коалиција СДП-а и ХСЛС-а, коју је водио Ивица Рачан и који је постао премијер после избора.
Владајући ХДЗ после смрти Фрање Туђмана и Загребачке кризе, доживила је тежак пораз, изгубила је парламентарну већину и прешла у опозицију.

## Резултати
| Коалиција СДП-ХСЛС-ПГС-СБХС    |                                       | 1.138.318 | 38,70  | 71  |  |  |  |
| Коалиција СДП-ХСЛС-ПГС-СБХС    | Социјалдемократска партија Хрватске   |           |        | 43  |  |  |  |
| Коалиција СДП-ХСЛС-ПГС-СБХС    | Хрватска социјално-либерална странка  |           |        | 25  |  |  |  |
| Коалиција СДП-ХСЛС-ПГС-СБХС    | Приморско-горански савез              |           |        | 2   |  |  |  |
| Коалиција СДП-ХСЛС-ПГС-СБХС    | Славонско-барањска хрватска странка   |           |        | 1   |  |  |  |
| Хрватска демократска заједница | Хрватска демократска заједница        | 790.728   | 26,88  | 46  |  |  |  |
| Коалиција ХСС-ИДС-ХНС-ЛС-АСХ   |                                       | 432.527   | 14,70  | 25  |  |  |  |
| Коалиција ХСС-ИДС-ХНС-ЛС-АСХ   | Хрватска сељачка странка              |           |        | 17  |  |  |  |
| Коалиција ХСС-ИДС-ХНС-ЛС-АСХ   | Истарски демократски сабор            |           |        | 4   |  |  |  |
| Коалиција ХСС-ИДС-ХНС-ЛС-АСХ   | Хрватска народна странка              |           |        | 2   |  |  |  |
| Коалиција ХСС-ИДС-ХНС-ЛС-АСХ   | Либерална странка                     |           |        | 2   |  |  |  |
| Коалиција ХСС-ИДС-ХНС-ЛС-АСХ   | Акција социјалдемократа Хрватске      |           |        | 0   |  |  |  |
| Коалиција ХСП-ХКДУ             |                                       | 152.699   | 5,19   | 5   |  |  |  |
| Коалиција ХСП-ХКДУ             | Хрватска странка права                |           |        | 4   |  |  |  |
| Коалиција ХСП-ХКДУ             | Хрватска хришћанско демократска унија |           |        | 1   |  |  |  |
| Српска народна странка         | Српска народна странка                | 12.396    | 0,9    | 1   |  |  |  |
| Независни кандидати            | Независни кандидати                   |           |        | 3   |  |  |  |
| Укупно                         | Укупно                                | 2.941.306 | 100,0% | 151 |  |  |  |
| Неважећи                       | Неважећи                              | 50.340    |        |     |  |  |  |
| Гласали                        | Гласали                               | 2.991.646 |        |     |  |  |  |
| Регистровани                   | Регистровани                          | 4.244.578 |        |     |  |  |  |
| Извор: HIDRA                   |                                       |           |        |     |  |  |  |